# The Collectors (album)
The Collectors is het debuutalbum van de gelijknamige band. Het werd in 1968 uitgegeven door New Syndrome Records. De band werd op dit album bijgestaan door toetsenist Larry Knechtel en cellist Jesse Ehrlich (die later voor onder anderen Neil Diamond, Tom Waits en Ronnie Laws werkte) en vibrafoonspeler Norm Jeffries. David Hassinger verzorgde de muzikale productie. De saxofoonsolo van Claire Lawrence in de suite "What Love" werd vaak gedraaid door de diskjockey's Lex Harding en Ad Bouman (van piratenzender Veronica).

## Tracklist
Afgezien van het door Don Dunn en Tony McCashen geschreven "Lydia Purple", schreven de bandleden alle liedjes.

| Nr. | Titel                    | Duur |
| --- | ------------------------ | ---- |
| 1.  | What Is Love             | 3:45 |
| 2.  | She (Will-O-The-Wind)    | 3:45 |
| 3.  | Howard Christman's Older | 5:10 |
| 4.  | Lydia Purple             | 2:45 |
| 5.  | One Act Play             | 3:40 |

| Nr. | Titel             | Duur  |
| --- | ----------------- | ----- |
| 1.  | What Love (Suite) | 19:15 |

## Musici
- Glenn Miller - basgitaar, zang
- Jesse Ehrlich - cello op "Lydia Purple"
- Ross Turney - drums, percussie
- Bill Henderson - gitaar, zang
- Howie Vickers - zang
- Larry Knechtel - piano, klavecimbel op "Lydia Purple"
- Claire Lawrence - tenorsaxofoon, orgel, fluit, zang
- Norm Jeffries - vibrafoon op "Lydia Purple"